# Rio Caeté (vattendrag i Brasilien, Pará, lat -0,97, long -46,71)
Rio Caeté är ett vattendrag i Brasilien.   Det ligger i delstaten Pará, i den nordöstra delen av landet, 1 700 km norr om huvudstaden Brasília.
Omgivningarna runt Rio Caeté är en mosaik av jordbruksmark och naturlig växtlighet. Runt Rio Caeté är det ganska tätbefolkat, med 83 invånare per kvadratkilometer.